# Bẫy thu nhập trung bình
Bẫy thu nhập trung bình là một tình trạng trong phát triển kinh tế khi mà một quốc gia đạt đến một mức thu nhập bình quân nhất định (do những lợi thế sẵn có) và giậm chân tại mức thu nhập ấy mà không thể vượt qua ngưỡng đó để trở nên giàu có hơn.

## Đặc trưng
Khi mức lương của người lao động ở các nước đang phát triển tăng lên, các nhà sản xuất thường cho rằng họ không thể cạnh tranh với những nhà sản xuất có giá thành sản phẩm thấp hơn trong thị trường xuất khẩu. Bên cạnh đó, họ cũng nhận thấy rằng bản thân mình không có công nghệ tốt nhất như ở các nước đã phát triển. Đó chính là bẫy thu nhập trung bình. Một ví dụ là hai nước Nam Phi và Brasil đã phát triển ở tốc độ thấp trong vài thập kỉ khi mà thu nhập bình quân đầu người của họ rơi vào khoảng "thu nhập trung bình" như cách gọi của Ngân hàng Thế giới (khoảng 1.000 USD đến 12.000 USD tính theo giá trị năm 2010).
Tiêu biểu, các nước bị rơi vào bẫy thu nhập trung bình có:
- Tỉ lệ đầu tư thấp
- Ngành chế tạo phát triển chậm
- Các ngành công nghiệp ít đa dạng
- Thị trường lao động kém sôi động.[3]

## Thực trạng trên thế giới
Một biểu đồ kèm báo cáo về Trung Quốc năm 2030 của Ngân hàng Thế giới cho thấy, đa số các quốc gia đạt mức thu nhập trung bình vào năm 1960 vẫn chỉ có thu nhập trung bình vào năm 2008, và chỉ có 13 quốc gia trong thống kê là thoát được bẫy thu nhập trung bình và trở thành quốc gia có thu nhập cao. Tại châu Á, tính đến năm 2013, chỉ có 4 nước và vùng lãnh thổ có dân số trên 5 triệu người thoát được bẫy, đó là Nhật Bản, Hàn Quốc, Đài Loan, Hồng Kông.  Nhiều nước Mỹ Latinh cũng mắc bẫy thu nhập trung bình.

## Tránh bẫy thu nhập trung bình
Bẫy thu nhập trung bình xảy đến khi một quốc gia phát triển chững lại hay thậm chí là trì trệ sau khi đạt được một mức thu nhập trung bình. Vấn đề này thường nảy sinh với các nền kinh tế đang phát triển khi mức lương tăng lên trong khi tính cạnh tranh về giá cả hàng hóa giảm xuống, khó có thể cạnh tranh với các nền kinh tế đã phát triển về công nghệ tối tân, hay với các nền kinh tế có mức lương thấp hơn trong việc sản xuất hàng hóa giá rẻ.
Để tránh rơi vào bẫy thu nhập trung bình đòi hỏi phải có những chiến lược để đưa vào những phương thức sản xuất mới và tìm kiếm các thị trường mới để duy trì xuất khẩu nhằm duy trì tốc độ tăng trưởng cao. Bên cạnh đó việc khuyến khích tiêu dùng trong nước cũng rất quan trọng. Tầng lớp trung lưu đang mở rộng có thể dùng sức mua của mình để mua sản phẩm chất lượng cao và giúp thúc đẩy tăng trưởng.
Khó khăn lớn nhất là việc chuyển từ tăng trưởng dựa trên tài nguyên (phụ thuộc vào nguồn lao động giá rẻ và vốn tư bản) sang sự tăng trưởng dựa vào sự đổi mới kỹ thuật sản xuất để không ngừng nâng cao năng suất và tạo ra sản phẩm mới mang tính cạnh tranh. Để làm điều này cần phải đầu tư vào nền giáo dục và phát triển khoa học công nghệ đồng thời khuyến khích việc ứng dụng những tiến bộ khoa học kỹ thuật vào nền kinh tế. Hàn Quốc là một minh chứng. Quốc gia này đã phát triển một hệ thống giáo dục chất lượng cao đồng thời nhà nước khuyến khích sự sáng tạo và hỗ trợ hoạt động nghiên cứu, phát triển trong khoa học và kỹ thuật.